# Enydra radicans
Enydra radicans là một loài thực vật có hoa trong họ Cúc. Loài này được (Willd.) Lack mô tả khoa học đầu tiên năm 1980.